# Нова Кривая
45°39′ пн. ш. 17°26′ сх. д. / 45.65° пн. ш. 17.44° сх. д.
Нова Кривая (хорв. Nova Krivaja) — населений пункт у Хорватії, у Б'єловарсько-Білогорській жупанії у складі громади Джуловаць.

## Населення
Населення за даними перепису 2011 року становило 70 осіб.
Динаміка чисельності населення поселення: